# 君のとなり
「君のとなり」（きみのとなり）は、1999年6月16日に発売されたhitomiの14枚目のシングル。発売元は、avex trax。

## 解説
- 公式データでは「君のとなり」のみ表記されているが、同時収録の「WISH」「MADE TO BE IN LOVE」と合わせて、トリプルA面シングルである。
- このシングルと次のシングル「there is...」は、初回プレス分のみビニール製の特殊ケース仕様であった。

## 収録曲
1. 君のとなり
  - 作詞・作曲：hitomi/編曲：吉俣良
  - アトラス『ペルソナ2 罪』テーマソング
2. WISH
  - 作詞：hitomi/作曲：長尾大/編曲：渡辺善太郎
  - 日本テレビ・読売テレビ系ドラマ『ロマンス』挿入歌
3. MADE TO BE IN LOVE
  - 作詞：hitomi/作曲：hitomi、長尾大/編曲：渡辺善太郎
  - 日本テレビ・読売テレビ系ドラマ『ロマンス』挿入歌
  - 『ロマンス』劇中で吉田智則演じる純平がこの曲に合わせて街なかでダンスを踊るシーンがあった。

## 収録アルバム
- thermo plastic (#1,2,3、#1はシングル・バージョンとアコースティック・バージョン)
- SELF PORTRAIT (#1、thermo plastic version)
- peace (#1,2,3)